# Zemský okres Schaumburg
Zemský okres Schaumburg (německy Landkreis Schaumburg) je zemský okres v německé spolkové zemi Dolní Sasko. Sídlem správy zemského okresu je město Stadthagen. Má přibližně 158 tisíc obyvatel. 

## Města a obce
Města:
1. Bad Nenndorf
2. Bückeburg
3. Obernkirchen
4. Rinteln
5. Rodenberg
6. Sachsenhagen
7. Stadthagen

Obce:
1. Ahnsen
2. Apelern
3. Auetal
4. Auhagen
5. Bad Eilsen
6. Beckedorf
7. Buchholz
8. Hagenburg
9. Haste
10. Heeßen
11. Helpsen
12. Hespe
13. Heuerßen
14. Hohnhorst
15. Hülsede
16. Lauenau
17. Lauenhagen
18. Lindhorst
19. Lüdersfeld
20. Luhden
21. Meerbeck
22. Messenkamp
23. Niedernwöhren
24. Nienstädt
25. Nordsehl
26. Pohle
27. Pollhagen
28. Seggebruch
29. Suthfeld
30. Wiedensahl
31. Wölpinghausen